# Campeonato Paranaense Terceira Divisão
Il Campeonato Paranaense Terceira Divisão è il terzo e ultimo livello calcistico nello stato del Paraná, in Brasile.

## Stagione 2021
- Aruko (Maringá)
- Arapongas (Arapongas)
- Batel (Guarapuava)
- Cambé (Cambé)
- Foz do Iguaçu (Foz do Iguaçu)
- GRECAL (Campo Largo)
- Iraty (Irati)
- Laranja Mecânica (Arapongas)
- Paranavaí (Paranavaí)
- Patriotas (Curitiba)
- Rolândia (Rolândia)
- Portuguesa Londrinense (Londrina)

## Albo d'oro
| Anno | Campione (città)                      | Vice (città)                          |
| ---- | ------------------------------------- | ------------------------------------- |
| 1991 | Ubiratã (Ubiratã)                     | Caxias (Palmas)                       |
| 1997 | Prudentópolis EC (Prudentópolis)      | Caxias (Palmas)                       |
| 1998 | Nacional (Rolândia)                   | Cintos Mima (Colorado)                |
| 1999 | Telêmaco Borba (Telêmaco Borba)       | Ferroviário (Jaguariaíva)             |
| 2000 | RENOVE (Fazenda Rio Grande)           | Tamandaré (Almirante Tamandaré)       |
| 2001 | Águia (Mandaguari)                    | Arapongas (Arapongas)                 |
| 2002 | Dois Vizinhos (Dois Vizinhos)         | ADAP (Campo Mourão)                   |
| 2003 | Sport Paraná (Formosa do Oeste)       | Platinense (Santo Antônio da Platina) |
| 2008 | Serrano Centro-Sul (Prudentópolis)    | São José (São José dos Pinhais)       |
| 2009 | Pato Branco (Pato Branco)             | FC Cascavel (Cascavel)                |
| 2010 | Alvorada Club (Maringá)               | Iguaçu Agex (União da Vitória)        |
| 2011 | Junior Team (Londrina)                | Cincão (Londrina)                     |
| 2012 | Francisco Beltrão (Francisco Beltrão) | Colorado (Colorado)                   |
| 2013 | FC Cascavel (Cascavel)                | São José (São José dos Pinhais)       |
| 2014 | Andraus (Campo Largo)                 | Pato Branco (Pato Branco)             |
| 2015 | Cascavel CR (Cascavel)                | Cambé (Cambé)                         |
| 2016 | União (Francisco Beltrão)             | Iraty (Irati)                         |
| 2017 | Independente (São José dos Pinhais)   | Rolândia (Rolândia)                   |
| 2018 | Nacional (Rolândia)                   | Apucarana Sports (Apucarana)          |
| 2019 | Andraus (Campo Largo)                 | Arapongas (Arapongas)                 |
| 2020 | Iguaçu (União da Vitória)             | Verê (Verê)                           |
| 2021 | Aruko (Maringá)                       | Foz do Iguaçu (Foz do Iguaçu)         |